# Olympische Sommerspiele 1936/Rudern
Bei den XI. Olympischen Sommerspielen 1936 in Berlin wurden sieben Wettbewerbe im Rudern auf der Regattastrecke Berlin-Grünau ausgetragen. In jeder Klasse konnte ein Boot pro Nation teilnehmen.

## Bilanz

### Medaillenspiegel
| Platz  | Land               | Gold | Silber | Bronze | Gesamt |
| ------ | ------------------ | ---- | ------ | ------ | ------ |
| 1      | Deutsches Reich    | 5    | 1      | 1      | 7      |
| 2      | Großbritannien     | 1    | 1      | –      | 2      |
| 3      | Vereinigte Staaten | 1    | –      | 1      | 2      |
| 4      | Italien            | –    | 2      | –      | 2      |
| 5      | Schweiz            | –    | 1      | 1      | 2      |
| 6      | Dänemark           | –    | 1      | –      | 1      |
| 6      | Österreich         | –    | 1      | –      | 1      |
| 8      | Frankreich         | –    | –      | 2      | 2      |
| 9      | Argentinien        | –    | –      | 1      | 1      |
| 9      | Polen              | –    | –      | 1      | 1      |
| Gesamt | Gesamt             | 7    | 7      | 7      | 21     |

### Medaillengewinner
| Disziplin              | Gold | Silber | Bronze |
| ---------------------- | --- | --- | --- |
| Einer                  | Gustav Schäfer (GER) | Josef Hasenöhrl (AUT) | Daniel Barrow (USA) |
| Doppelzweier           | GroßbritannienJack Beresford Leslie Southwood                                                                                               | Deutsches ReichWilli Kaidel Joachim Pirsch | PolenRoger Verey Jerzy Ustupski |
| Zweier ohne Steuermann | Deutsches ReichWilli Eichhorn Hugo Strauß                                                                                                   | DänemarkHarry Larsen Richard Olsen | ArgentinienHoracio Podestá Julio Curatella |
| Zweier mit Steuermann  | Deutsches ReichGerhard Gustmann Herbert Adamski Dieter Arend                                                                                | ItalienAlmiro Bergamo Guido Santin Luciano Negrini | FrankreichMarceau Fourcade Georges Tapie Noël Vandernotte |
| Vierer ohne Steuermann | Deutsches ReichRudolf Eckstein Anton Rom Martin Karl Wilhelm Menne                                                                          | GroßbritannienMartin Bristow Alan Barrett Peter Jackson John Sturrock                                                                                              | SchweizHermann Betschart Hans Homberger Alex Homberger Karl Schmid                                                                                                |
| Vierer mit Steuermann  | Deutsches ReichHans Maier Walter Volle Ernst Gaber Paul Söllner Fritz Bauer                                                                 | SchweizHermann Betschart Hans Homberger Alex Homberger Karl Schmid Rolf Spring                                                                                     | FrankreichFernand Vandernotte Marcel Vandernotte Jean Cosmat Marcel Chauvigné Noël Vandernotte                                                                    |
| Achter                 | Vereinigte StaatenHerbert Morris Charles Day Gordon Adam John White Jim McMillin George Hunt Joseph Rantz Don Hume Robert Moch (Steuermann) | ItalienGuglielmo Del Bimbo Dino Barsotti Oreste Grossi Enzo Bartolini Mario Checcacci Dante Secchi Ottorino Quaglierini Enrico Garzelli Cesare Milani (Steuermann) | Deutsches ReichAlfred Rieck Helmut Radach Hans Kuschke Heinz Kaufmann Gerd Völs Werner Loeckle Hans-Joachim Hannemann Herbert Schmidt Wilhelm Mahlow (Steuermann) |

## Ergebnisse

### Einer
| Platz | Land | Athlet           | Zeit (min) |
| ----- | ---- | ---------------- | ---------- |
| 1     | GER  | Gustav Schäfer   | 8:21,5     |
| 2     | AUT  | Josef Hasenöhrl  | 8:25,8     |
| 3     | USA  | Daniel Barrow    | 8:28,0     |
| 4     | CAN  | Charles Campbell | 8:35,0     |
| 5     | SUI  | Ernst Rufli      | 8:38,9     |
| 6     | ARG  | Antonio Giorgio  | 8:57,5     |

### Doppelzweier
| Platz | Land | Athleten                        | Zeit (min) |
| ----- | ---- | ------------------------------- | ---------- |
| 1     | GBR  | Jack Beresford Leslie Southwood | 7:20,8     |
| 2     | GER  | Willi Kaidel Joachim Pirsch     | 7:26,2     |
| 3     | POL  | Roger Verey Jerzy Ustupski      | 7:36,2     |
| 4     | FRA  | André Giriat Robert Jacquet     | 7:42,3     |
| 5     | USA  | John Houser Bill Dugan          | 7:44,8     |
| 6     | AUS  | Bill Dixon Herb Turner          | 7:45,1     |

### Zweier ohne Steuermann
| Platz | Land | Athleten                               | Zeit (min) |
| ----- | ---- | -------------------------------------- | ---------- |
| 1     | GER  | Willi Eichhorn Hugo Strauß             | 8:16,1     |
| 2     | DEN  | Harry Larsen Richard Olsen             | 8:19,2     |
| 3     | ARG  | Horacio Podestá Julio Curatella        | 8:23,0     |
| 4     | HUN  | Károly Győry Tibor Mamusich            | 8:25,7     |
| 5     | SUI  | Wilhelm Klopfer Karl Müller            | 8:33,0     |
| 6     | POL  | Ryszard Borzuchowski Edward Kobyliński | 8:41,9     |

### Zweier mit Steuermann
| Platz | Land | Athleten                                               | Zeit (min) |
| ----- | ---- | ------------------------------------------------------ | ---------- |
| 1     | GER  | Gerhard Gustmann Herbert Adamski Dieter Arend (Stm.)   | 8:36,9     |
| 2     | ITA  | Almiro Bergamo Guido Santin Luciano Negrini (Stm.)     | 8:49,7     |
| 3     | FRA  | Marceau Fourcade Georges Tapie Noël Vandernotte (Stm.) | 8:54,0     |
| 4     | DEN  | Remond Larsen Carl Berner Aage Jensen (Stm.)           | 8:55,8     |
| 5     | SUI  | Georges Gschwind Hans Appenzeller Rolf Spring (Stm.)   | 9:10,9     |
| 6     | YUG  | Ivo Fabris Elko Mrduljaš Pavao Ljubičić (Stm.)         | 9:19,4     |

### Vierer ohne Steuermann
| Platz | Land | Athleten                                                              | Zeit (min) |
| ----- | ---- | --------------------------------------------------------------------- | ---------- |
| 1     | GER  | Rudolf Eckstein Anton Rom Martin Karl Wilhelm Menne                   | 7:01,8     |
| 2     | GBR  | Martin Bristow Alan Barrett Peter Herbert Jackson John Sturrock       | 7:06,5     |
| 3     | SUI  | Hermann Betschart Hans Homberger Alex Homberger Karl Schmid           | 7:10,6     |
| 4     | ITA  | Antonio Ghiardello Luigi Luscardo Aldo Pellizzoni Francesco Pittaluga | 7:12,4     |
| 5     | AUT  | Rudolf Höpfler Camillo Winkler Wilhelm Pichler Hans Binder            | 7:20,5     |
| 6     | DEN  | Knud Olsen Keld Karise Bjørner Drøger Emil Boje Jensen                | 7:26,3     |

### Vierer mit Steuermann
| Platz | Land | Athleten                                                                                         | Zeit (min) |
| ----- | ---- | ------------------------------------------------------------------------------------------------ | ---------- |
| 1     | GER  | Hans Maier Walter Volle Ernst Gaber Paul Söllner Fritz Bauer (Stm.)                              | 7:16,2     |
| 2     | SUI  | Hermann Betschart Hans Homberger Alex Homberger Karl Schmid Rolf Spring (Stm.)                   | 7:24,3     |
| 3     | FRA  | Fernand Vandernotte Marcel Vandernotte Jean Cosmat Marcel Chauvigné Noël Vandernotte (Stm.)      | 7:33,3     |
| 4     | NED  | Mak Schoorl Hotse Bartlema Flip Regout Simon de Wit Gerard Hallie (Stm.)                         | 7:34,7     |
| 5     | HUN  | Miklós Mihó Vilmos Éden Ákos Inotay Alajos Szilassy László Molnár (Stm.)                         | 7:35,6     |
| 6     | DEN  | Hans Mikkelsen Gunnar Ibsen Sørensen Flemming Jensen Svend Aage Holm Sørensen Aage Jensen (Stm.) | 7:40,4     |

### Achter
| Platz | Land | Athleten | Zeit (min) |
| ----- | ---- | --- | ---------- |
| 1     | USA  | Herbert Morris, Charles Day, Gordon Adam, John White, Jim McMillin, George Hunt, Joseph Rantz, Don Hume, Robert Moch (Steuermann)                                   | 6:25,4     |
| 2     | ITA  | Guglielmo Del Bimbo, Dino Barsotti, Oreste Grossi, Enzo Bartolini, Mario Checcacci, Dante Secchi, Ottorino Quaglierini, Enrico Garzelli, Cesare Milani (Steuermann) | 6:26,0     |
| 3     | GER  | Alfred Rieck, Helmut Radach, Hans Kuschke, Heinz Kaufmann, Gerd Völs, Werner Loeckle, Hans-Joachim Hannemann, Herbert Schmidt, Wilhelm Mahlow (Steuermann)          | 6:26,4     |
| 4     | GBR  | Tom Askwith, Ran Laurie, John Cherry, Hugh Mason, McAllister Lonnon, Annesley Kingsford, Desmond Kingsford, John Couchman, Noel Duckworth (Steuermann)              | 6:30,1     |
| 5     | HUN  | Pál Domonkos, Sándor von Korompay, Hugó Ballya, Imre Kapossy, Antal Szendey, Gábor Alapy, Frigyes Hollósi, László Szabó, Ervin Kereszthy (Steuermann)               | 6:30,3     |
| 6     | SUI  | Werner Schweizer, Fritz Feldmann, Rudolf Homberger, Oscar Neuenschwander, Hermann Betschart, Hans Homberger, Alex Homberger, Karl Schmid, Rolf Spring (Steuermann)  | 6:35,8     |